# Metronome Records

Logo

Metronome Records was een Zweeds platenlabel, dat zich concentreerde op jazz en popmuziek. 
Het label werd in 1949 in Stockholm opgericht door de jazzdrummer Anders Burman, broer Lars Burman en Börje Ekberg. Het label was ook actief in Denemarken (vanaf 1950) en Duitsland (vanaf 1954) en voerde verschillende sublabels. De Duitse tak kwam midden jaren zeventig in handen van Polygram. In 1979 werd Metronome Records verkocht aan WEA. De Zweedse tak maakt nu deel uit van Warner Music Sweden, de Duitse valt onder Universal. De Deense poot werd in de jaren tachtig stopgezet. 
In de jaren vijftig verschenen in Zweden de meeste Metronome-platen op ep. Het was in het land toentertijd het belangrijkste label voor jazz. Stockholm was een van de centra van jazz in Europa en veel Amerikaanse jazzmusici kwamen hier spelen en ook opnemen, zoals Stan Getz. In Amerika werden jazz-opnames van Metronome uitgebracht door Prestige, EmArcy en Roost Records en ook kwamen opnames in Engeland uit. Het label produceerde ook opnames speciaal voor de Amerikaanse markt; Leonard Feather kwam enige keren naar Zweden om sessies te regelen. Op het label verschenen veel opnames van Amerikaanse jazzmusici met Zweedse collega's.
Vanaf de jaren zestig lag het zwaartepunt van het label op popmuziek, folk-songs, schlagers en rockmuziek. Ook ging het label werk van Amerikaanse platenlabels uitbrengen. Na de verkoop van Metronome in de jaren zeventig werd het gebruikt voor de uitgave van popmuziek, schlagers en ook hoorspelen. Op het sublabel Brain Records verschenen krautrock-opnames. In de jaren tachtig bracht het onder meer platen uit van Milva en Peter Maffay. Nadat het onder Universal viel, kwamen er platen uit van bijvoorbeeld Die Ärzte. 
Artiesten die op het label uitkwamen waren onder meer:
- Jazz: Rune Gustafsson, Count Basie, Billie Holiday, Harry James, Miles Davis, Tommy Flanagan, Chris Barber, Acker Bilk, Alphonse Mouzon, Azymuth, Art Farmer, Art Van Damme, Oscar Peterson, George Shearing, Martial Solal, John Coltrane, Freddie Hubbard, Milt Jackson, Cannonball Adderley, Lars Gullin, Alice Babs, Modern Jazz Quartet, Jimmy Raney en George Wallington.
- Nederlandse musici: Cornelis Vreeswijk, Stars on 45, Jasper van 't Hof, Ton Scherpenzeel, BZN, Jan Akkerman, Shocking Blue en Oscar Harris.